# Budín
El budín es un tipo de alimento inspirado en la cocina inglesa y estadounidense que puede ser un postre o un plato no dulce (salado o picante) que es parte de la comida principal. El postre suele estar compuesto de diferentes ingredientes dependiendo de la región: migas de pan, bizcocho, arroz, sémola, etc. aglutinado con huevo y aderezado a veces con natilla o frutas diversas. Este postre no está relacionado en su totalidad con el pudding ya que la elaboración, textura y receta que se emplea para cada uno es distinta.

## Etimología
Según el Diccionario de la lengua española, "budín" proviene del inglés pudding y también se le puede llamar "pudín". Se refiere a un «dulce que se prepara con bizcocho o pan deshecho en leche y con azúcar y frutas secas».

## Utilización del nombre según la región
- budín: Argentina, Bolivia, Chile, Costa Rica, El Salvador, España (algunas regiones), México (algunas regiones),  Panamá, Paraguay, Perú,[2] Puerto Rico, Uruguay.
- pudín: Colombia, Cuba, México (algunas regiones), República Dominicana y Venezuela.
- pudin: Estados Unidos, España.

## Características

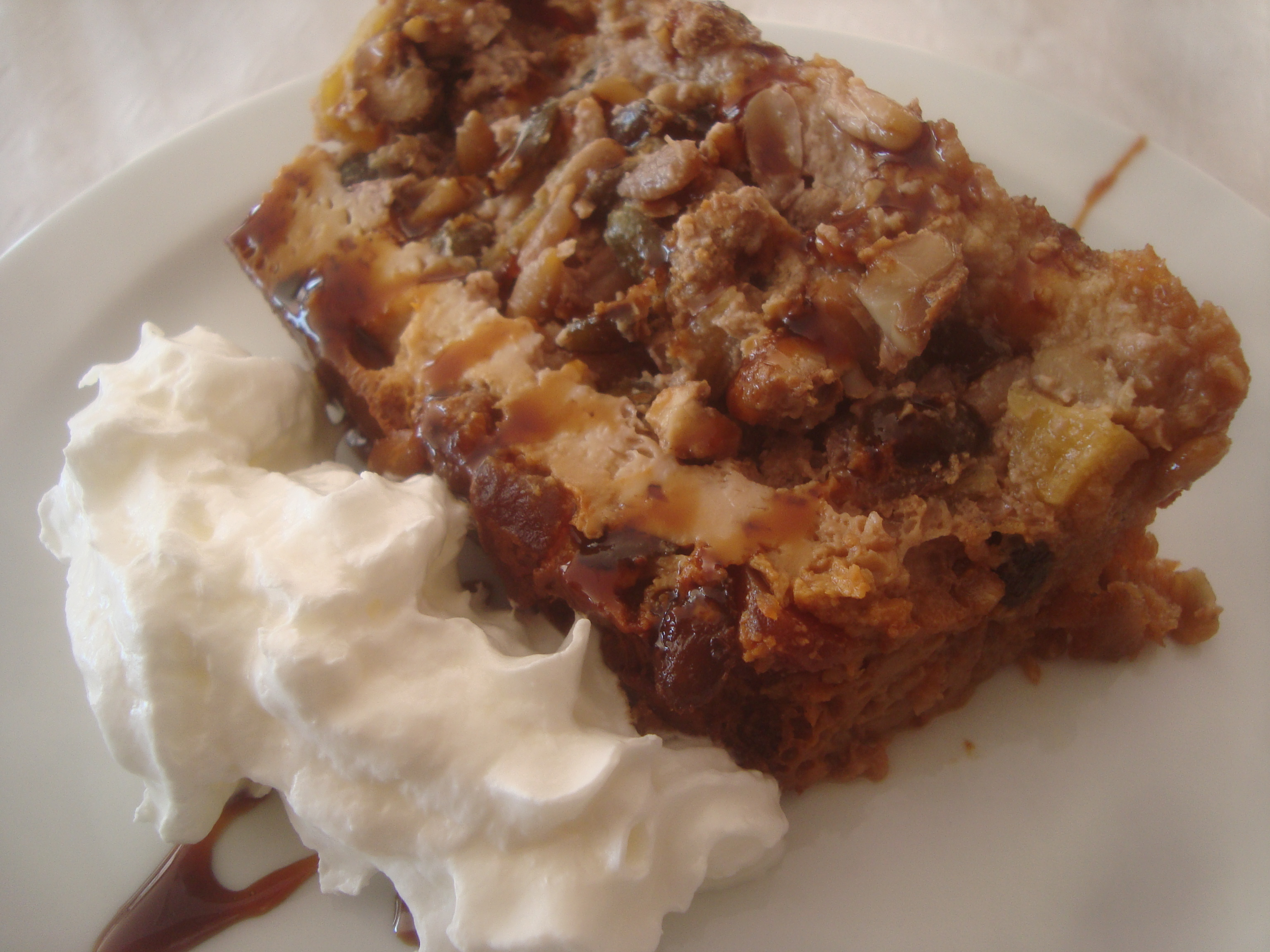
Pudding de frutos secos.

Existen diferentes variantes del budín; en su sentido más general suele ser dulce (masa, leche, huevo, frutas, etc) pero existen variantes saladas similares a las salchichas o embutidos.
Cuando se sirve como postre se suele acompañar de crema inglesa, nata o caramelo.

## Tipos
La mayoría de los budines pertenecen a las cocinas de origen anglosajón.

### Basados en postres
- Budín de arroz
- Budín de chocolate
- Budín Marinense
- Budín de maíz o corn pudding
- Budín de pan
- Budín de pan y mantequilla
- Budín de zanahoria
- Cheshire pudding
- Clootie dumpling
- Duff
- Figgy duff
- Figgy pudding
- Fruit pudding
- Hasty pudding
- Jam Roly-Poly
- milk pudding
- Melkert (budín de leche condensada que no necesita horno)[4]
- Pudding à la Mode
- Spotted dick
- Sticky date pudding
- Sticky toffee pudding
- Summer pudding

### Basados en embutidos
- Black pudding
- Haggis
- Kugel
- Red pudding
- White pudding
- Groaty pudding
- Hog's pudding

### Otros
- Manjar blanco
- Chocolate pudding, versiones estadounidense y asiática
- Custard
- Quesada pasiega
- Haupia
- Junket
- Mango pudding
- Pudding Pops
- Tapioca pudding
- Pudding Corn